# Sinfonía n.º 2 (Say)
La Sinfonía n.º 2 Opus 38 "Mespotamia" es una obra musical escrita para gran orquesta e instrumentos solistas (flauta bajo, flauta dulce bajo y theremín) por el compositor contemporáneo turco Fazıl Say en 2011. Fue encargada por la Fundación de Arte y Cultura de Estambul.

## Historia
La obra fue compuesta en 2011. La primera representación de la misma tuvo lugar el 23 de junio de 2012 durante el Istanbul Music Festival. Artistas: Gürer Aykal (director) Borusan Istanbul Philharmonic Orchestra, Carolina Eyck (theremín), Bülent Evcil (flauta bajo), Çağatay Akyol (flauta dulce bajo), Fazıl Say (piano).
En la construcción de la obra, Fazil Say intenta contar una historia del presente de Medio Oriente como la cultura de Mesopotamia a través de la historia.  Es una tierra que acuna en su interior la historia de los sumerios, la cultura y las creencias de Asiria, Babilonia, etc. Desde allí nos trasladamos a nuestros días y los problemas contemporáneos que enfrenta el Oriente Medio y Turquía, el problema kurdo, las guerras interminables, terror. En palabras de los filósofos, se trata de una "cultura de la muerte."
La región conocida como Mesopotamia es conocida como la cuna de la cultura y de la humanidad, tantas cosas que nos definen como seres humanos surgieron aquí hace miles de años. Existe un tipo de "Opera de Instrumentos" técnica especial que se desarrolla durante toda la sinfonía de Say. El compositor narra la sinfonía a través de dos instrumentos solistas, la flauta baja y la flauta dulce baja, que representan dos niños, o más concretamente dos hermanos. Estos dos instrumentos simbólicamente y representan el "ser humano inocente." Trágicamente, uno de los hermanos es abatido por un disparo. El theremín por el contrario es el "Ángel", símbolo protector de Mesopotamia en su desgarrador drama. Para el compositor, la Sinfonía Mesopotamia significa una llamada a la paz. 

## Análisis

### Instrumentación
Además del theremín, flauta bajo y la flauta dulce bajo, la sinfonía requiere un piano, arpa y una vasta lista de percusión.
- Theremín: El theremín es un instrumento que utiliza ondas electromagnéticas para producir un sonido etéreo y sobrenatural, y representa el "Ángel". Quien se lamenta por las guerras, la cultura de la muerte y el terror que han forjado un destino nefasto para la Mesopotamia a lo largo de la historia hasta nuestros días.
- Flauta bajo y flauta dulce bajo: Estos dos instrumentos de viento raramente utilizados aquí representan dos niños, o más bien, dos hermanos. Ellos son los narradores en la sinfonía. En el séptimo movimiento, uno de los hermanos (la flauta baja) es abatido por una bala loca y muere. Como técnica de interpretación, el compositor requiere que los músicos que tocan estos dos instrumentos para acentuar su forma de tocar y usar la técnica del beat-box técnica para lograr la resonancia dramática y étnica en particular a los instrumentos de viento de Oriente Medio.
- Piano y arpa: ambos se colocan dentro de la sección de percusión y no están solos. Sin embargo, juegan un papel importante en la Luna y La balada de Mesopotamia. El arpa acompaña con frecuencia el Theremin, que representa el "ángel." El arpa y el piano son de uso intensivo en todos los 10 movimientos. Ellos forman la base de la estructura rítmica de la pieza, que es el marco de toda la obra.
- Kudüm: Un instrumento de percusión tradicional del mundo árabe, especialmente en Turquía.
- Waterphone: Este nuevo instrumento de percusión que se toca con un arco de Chelo. Se ejecuta gracias a la adición de agua en su interior, produciendo glisandos alargados e interesante. Estas notas estridentes crean una sensación de miedo y su función es conectar a los movimientos independientes entre sí.

Estos otros instrumentos poco tradicionales son necesarios en la sección de percusión: log drum, hapi drum, ufo drum, vibratone. Como un detalle importante acústico, para los movimientos de guerra (7 y 9), y para dar la sensación de Artillería de Guerra sonando a lo lejos, un TOM-TOM se coloca detrás del escenario. Efectos ambientales, agua y sonidos de ríos. Algunos Violinistas y Violistas tocan diversos instrumentos de ambiente para dar la sensación de un río que fluye, el sonido de los Pebbles y Such (estos instrumentos se utilizan con frecuencia en las tradiciones folclóricas de África y de la región amazónica.) El sonido del río se utiliza en todo el "Río Tigris" y movimientos "Río Eufrates". Paloma: Se trata de un instrumento de viento de una sola nota especialmente hecho y se ejecuta en el grupo de percusión. Se utiliza como un "hilo conductor" en el movimiento de La Bala .

### Estructura
Consta de los siguientes movimientos:
1. Dos niños en la llanura
2. Río Tigris
3. Acerca de la Cultura de la Muerte
4. Melodrama
5. Sol
6. Luna
7. Bala
8. Río Éufrates
9. Acerca de la guerra
10. Balada (lamento,elegía,requiem,etc.) de Mesopotania

Duración: unos 55 minutos
I. Dos niños en la llanura – La Sinfonía de Mesopotamia comienza con una melodía popular kurda anónima de la región de Urfa. Esta canción popular aparece en diversas formas a través de los diversos movimientos y es el tema principal de la obra. Este tema en un ritmo 5/4 (específicamente en 4/4 + 1/4) es también un tema central que simboliza las tierras de Mesopotamia. Los dos niños de la llanura, (Flauta Baja y Flauta dulce Baja) son los narradores de la sinfonía. El protector simbólico de estos dos niños, "El Ángel", que es el Theremin, también se escucha en el primer movimiento. Un aumento dramático hacia el final del movimiento simboliza una especie de "destino". Escuchamos el motivo de La cultura de la muerte (Tercer movimiento) y con el sonido del Waterphone, nos conectamos con el río Tigris.
II. Río Tigris – Mesopotamia es conocido como “la tierra entre dos ríos.” Estos dos ríos son el Tigris y el Éufrates. Se originan en el noreste de Anatolia y fluyen a través de Siria, Irak y Kuwait y, finalmente, desomboca en el Golfo de Basora. El Tigris es un pequeño río que serpentea más calmadamente que el Éufrates, sin prisa. El conjunto del movimiento se caracteriza por las notas rápidas de instrumentos de viento de madera y los sonidos que representan un río que fluye.
III. Acerca de la cultura de la muerte – Filósofos de los días actuales utilizan un término en particular cuando se habla de Oriente Medio: "La cultura de la muerte." Las interminables guerras, terror, muerte, problemas y enfrentamientos arrastrar todos los sectores de la sociedad en la desesperación y la reflexión profunda. El compositor se mueve para reflejar esta situación extrema con la resonancia oscura de la sección de metales y, en particular, la profundidad de los trombones y con un muy rápido tempo en ritmo de 5/8.
IV. Melodrama – Después de este miedo y violencia de "Sobre la Cultura de la Muerte", ahora volvemos una vez más al diálogo de los heridos entre los dos niños de la llanura. Entonces el ángel, que es el Theremin, se hace cargo. Con una melodía triste, atrapado entre el destino y el deseo de vivir, que es acompañada por los dos niños. El arpa y Hapi drum marcan el carácter del movimiento con sus ritmos repetitivos.
V. Sol – El sol ha sido adorado por miles de años. En la cuna de la humanidad, que es la Mesopotamia, el sol representa la iluminación y el nacimiento. Es creencia, el amor a la vida y la conexión con la vida. Es la luz y la vida y esta creencia ha servido de inspiración a muchas religiones. La salida del sol está representado en pasajes posteriores por la acumulación del sonido de las trompetas. (Bajo un ritmo de 11/8 del Xilófono). Este crescendo alcanza su cenit cuando el sol está en su punto más brillante y más radiante, disminuyendo en intensidad de una manera pausada y cede su lugar a la noche y, en última instancia, la luna.
VI. Luna – Según la visión del propio compositor, la Luna es considerada un símbolo romántico pero sin embargo, representa el miedo, incluso toma un aspecto aterrador. La Luna representa la noche y la oscuridad. En las brumas del pasado de Mesopotamia, el Sol era un objeto de culto, la Luna, sin embargo es algo de temer. En este movimiento, el instrumento que representa el color y la fuerza de la luna es el Piano. La técnica de interpretación que se utiliza para remarcar los pasajes de oscuridad es aquella que aparece por vez primera en su obra de culto para piano Black Earth. Todo sobre la base de un interesante ritmo de 10/8 que deriva de la combinación de dos 5/8.
VII. Bala – Tiene una  conexión directa con el movimiento de la Luna, es poco perceptible el cambio. El movimiento comienza con el sonido de una paloma resonando en la oscuridad de la noche. Escuchamos el tema principal, la canción folklórica anónima kurda. Los dos niños de la llanura se centran de nuevo en su diálogo, y su juego inocente. Pero de pronto, bruscos fuegos de artillería aparecen en la mitad de la noche y uno de los niños (flauta baja) es derribado en la llanura mesopotámica. Solo y desconcertado, el otro niño (flauta dulce baja) es incapaz de comprender lo que ha sucedido. Está aturdido, él dice en voz alta, él espera. Entonces comienza su lamento quejumbroso. En este punto, escuchamos nuevamente el sonido de la paloma, la madrugada se acerca. Las trompetas suben y señalan el amanecer como el sol comienza su ascenso de nuevo, pero esta vez, el sol se levanta en una mañana sangrienta.
VIII. Río Éufrates – A diferencia del Tigris, el Éufrates es una vigorosa corriente rápida, río bullicioso. En ritmo de 9/8 Fazil Say repretensa su recorrido desde Anatonia. Todo es movimiento, dinámica, parafernalia. Al final del movimiento, la flauta dulce baja, que representa el hermano restante, se oye gritando en medio de la guerra, con sentimientos de odio y venganza, mientras que al mismo tiempo, lamentando la muerte de su hermano asesinado.
IX. Acerca de la guerra – Según palabras del autor, "la guerra es la cosa más inútil de toda la existencia" ¿Cómo la guerra podría ser transmitida por la música? Algunas notas pueden hacer la guerra a las demás notas. Cierto grupo de la orquesta de instrumentos de viento puede declarar la guerra a la sección de cuerdas, los instrumentos de percusión en la sección de metales y así sucesivamente. El conjunto de la orquesta puede declarar la guerra a la audiencia y acabar con sus oídos. La composición del compositor contra el mismo compositor. El sonido puede ser hasta molesto en algunas secciones, pero de acuerdo a la visión del compositor, así es la guerra.
X. Balada de Mesopotamia – Este es el último movimiento y está simbolizado un sentimiento de devastación y música triste. Este movimiento cuenta la historia de la música melancólica y trata de mirar con esperanza hacia el futuro. A medida que avanza, el símbolo que representa el Éufrates, el Tigris y la Luna hacen acto de presencia. El sol sale de nuevo. Todos los temas se reúnen. La última palabra es un "Epílogo" pronunciada por un Theremin...solo y triste.
- Datos: Q16632072